# Delias mysis
Delias mysis là một loài bướm thuộc họ Pieridae. Nó là loài đặc hữu của Úc và các đảo lân cận.
Sải cánh dài 60–70 mm.

## Hình ảnh

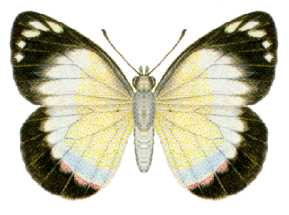
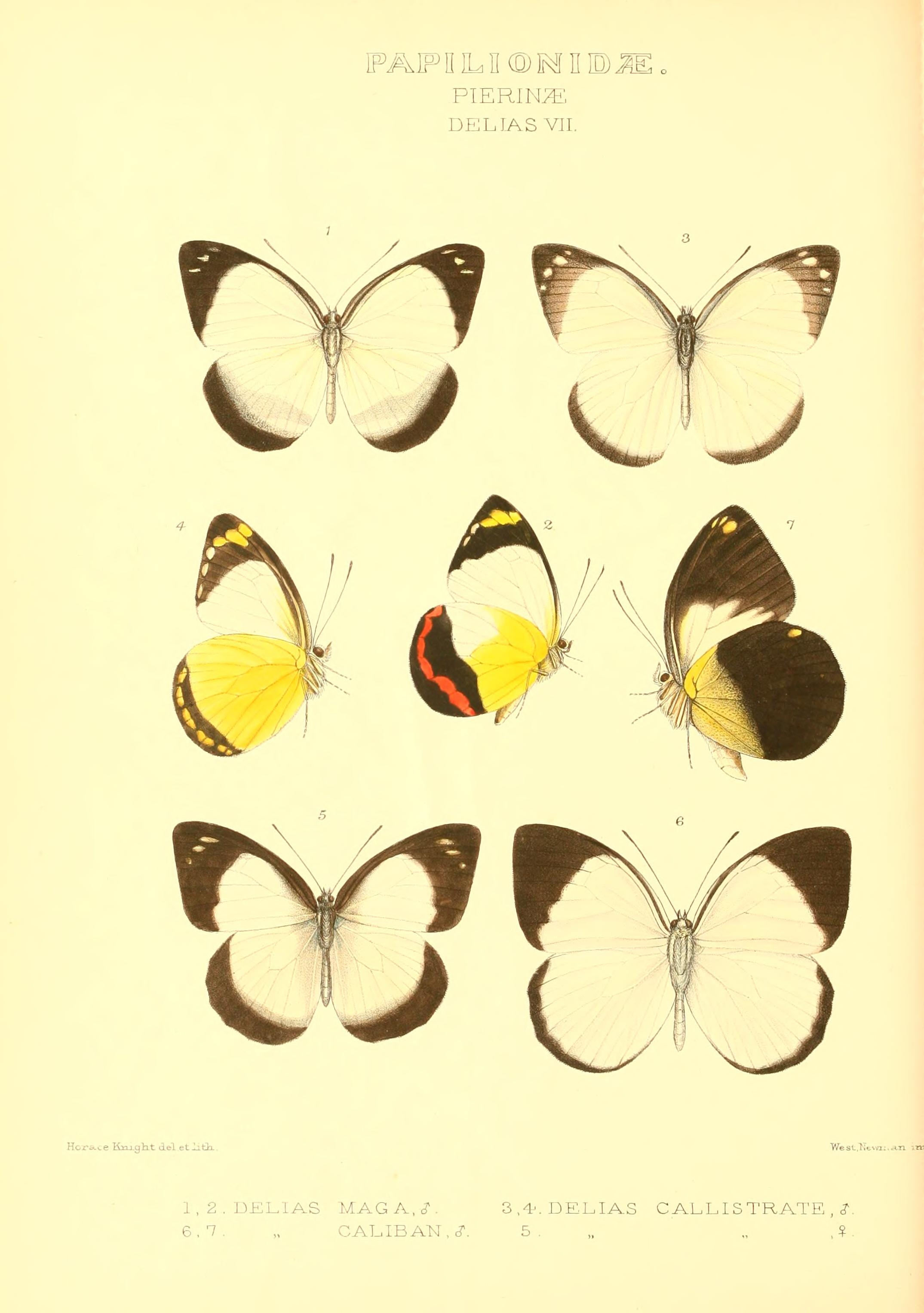